# François-Claude-Amour de Bouillé

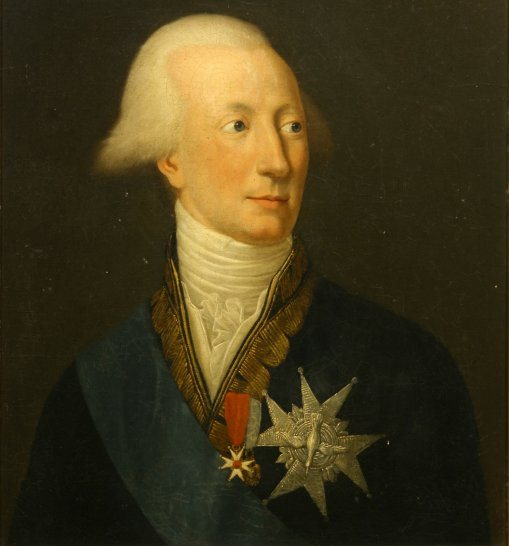
François-Claude-Amour, Marquis von Bouillé

François-Claude-Amour, Marquis von Bouillé (* 19. November 1739 auf Schloss Cluzel bei Mazeyrat-d’Allier, Département Haute-Loire in der Auvergne; † 14. November 1800 in London) war ein französischer Heerführer.
François-Claude-Amour de Bouillé wurde mit 14 Jahren Soldat und tat sich im Siebenjährigen Krieg (1756–1763) in Deutschland hervor. Zwischen 1768 und 1771 war er als Gouverneur von Guadeloupe so erfolgreich, dass man ihn 1777 zum Generalgouverneur von Martinique und Santa Lucia machte. Hier zeichnete er sich wieder durch eine Reihe hervorragender und gut durchgeführter militärischer Unternehmungen aus. Bouillé wurde zum Mitglied der Notabelnversammlung in Paris ernannt (1787/88). 1789 wurde er Gouverneur der Provinz Trois-Évêchés. 1790 war er Oberbefehlshaber der Maas-, Saar- und Moselarmee und hielt trotz der allgemeinen Verwirrung um ihn herum die Ordnung seiner Truppe aufrecht. Am 31. August 1790 schlug er den Aufstand der Garnison in Nancy nieder, wofür der König und die Nationalversammlung ihm ihren Dank aussprachen. 
1791 unterstützte Bouillé den König bei seinem Fluchtversuch, doch wurden seine Pläne offenbar und Ludwig XVI. in Varennes gefangen genommen und nach Paris zurückgeführt. Bouillé stellte in einem Schreiben vom 26. Juni 1791 an die verfassunggebende Nationalversammlung die Flucht als eine von ihm selbst inszenierte Entführung dar. Daraufhin wurde er des Hochverrats für schuldig gesprochen und in Abwesenheit verurteilt. Er setzte sich nach Koblenz ab und war kurzzeitig in der Armee Ludwigs V. Herzog von Bourbon. Er versuchte, auf verschiedenen Wegen eine Auslieferung des Königs zu erreichen. Als er alle seine Bemühungen ohne Erfolg sah – ein Kopfgeld war inzwischen auf ihn ausgesetzt –, ging er ins Ausland. Er hielt sich in Russland und Prag auf, wurde als gebrochener Mann in Franz Alexander von Kleists Fantasien auf einer Reise nach Prag beschrieben und lebte fortan in England. Am 14. November 1800 verstarb er in London. Sein Werk Mémoires sur la Révolution Française depuis son origine jusqu'à la retraite du duc de Brunswick (deutsch: Memoiren zur Französischen Revolution von ihrem Anbeginn bis zum Rückzug des Herzogs von Braunschweig) konnte er damals mit großem Erfolg in London 1797 veröffentlichen (in Paris 1801 posthum).
In der fünften Strophe der Marseillaise wird Bouillé als Konterrevolutionär erwähnt:
| französisches Original | deutsche Übersetzung |
| --- | --- |
| Français, en guerriers magnanimes, Portez ou retenez vos coups! Epargnez ces tristes victimes, A regret s’armant contre nous. (bis) Mais ces despotes sanguinaires, Mais ces complices de Bouillé Tous ces tigres qui, sans pitié, Déchirent le sein de leur mère! | Franzosen, Ihr edlen Krieger, Versetzt Eure Schläge oder haltet sie zurück! Verschont diese traurigen Opfer, Die sich widerwillig gegen uns bewaffnen. (2 x) Aber diese blutrünstigen Despoten, Aber diese Komplizen von Bouillé, Alle diese Tiger, die erbarmungslos Die Brust ihrer Mutter zerfleischen! |

## Werke
- Mémoires sur la révolution française. London 1797
- Mémoires de M. le Marquis de Bouillé : pendant son administration aux Isles du Vent de l'Amérique OCLC 900410705